# Corrado Gursch
Corrado Gursch (* 1988 in Rathenow) ist ein deutscher Politiker (CDU). Seit 2025 ist er Abgeordneter im Landtag Brandenburg.

## Leben
Gursch besuchte die Johann-Heinrich-August-Duncker Oberschule und (aufgrund einer Zusammenlegung der beiden Schulen) das Friedrich-Ludwig-Jahn-Gymnasium in Rathenow. 2008 erlangte er die Fachhochschulreife. Anschließend leistete er Zivildienst im Therapeutischen Zentrum Kieck. 2014 schloss er ein 2009 begonnenes Studium der Betriebswirtschaftslehre an der Fachhochschule Brandenburg mit dem Bachelor of Science ab. Während seines Studiums war er als studentischer Mitarbeiter für einen CDU-Abgeordneten des brandenburgischen Landtages tätig. Von 2014 bis 2025 war er für den Bundestagsabgeordneten Uwe Feiler tätig, ab 2019 als dessen Büroleiter.

## Politik
Gursch ist seit 2011 Mitglied der CDU. Von 2012 bis 2020 war er Vorsitzender der Jungen Union im Landkreis Havelland. Seit 2014 ist er Mitglied des Ortsbeirat und Ortsvorsteher des Rathenower Ortsteils Steckelsdorf. Ebenfalls seit 2014 ist er Mitglied der Stadtverordnetenversammlung Rathenow, seit 2019 als deren Vorsitzender. Zudem ist er seit 2014 Mitglied des Kreistags des Landkreises Havelland, seit 2021 als Vorsitzender der dortigen CDU/Bauern-Fraktion.
2022 kandidierte Gursch bei der Bürgermeisterwahl in Rathenow, verfehlte jedoch den Einzug in die Stichwahl.
Gursch kandidierte bei der Landtagswahl in Brandenburg 2024 im Landtagswahlkreis Ostprignitz-Ruppin III/Havelland III und auf Platz 13 der CDU-Landesliste, verfehlte jedoch zunächst den Einzug in den Landtag. Er rückte am 15. März 2025 für Saskia Ludwig in den Landtag nach.
Im Landtag ist Gursch ordentliches Mitglied im Ausschuss für Wirtschaft, Arbeit, Energie und Klimaschutz sowie im Ausschuss für Infrastruktur und Landesplanung. Außerdem ist er Mitglied in der Enquete-Kommission „Finanzierung und Gestaltung des öffentlichen Personenverkehrs in Brandenburg und die Entwicklung der Flughafenregion Brandenburg unter Berücksichtigung der Infrastruktur und Umwelt- und Lärmschutzes“. Innerhalb der CDU-Fraktion übt er die Funktion des Sprechers für Ländliche Entwicklung, Erneuerbare Energien, Klimaschutz und Digitales aus.